# علی شاهدان
علی شاهدان، روستایی از توابع بخش پیربکران شهرستان فلاورجان در استان اصفهان ایران است.
تاریخچه:
روستای علیشاهدان ،قبلاًبه نام قهشاپوران بوده‌است.این روستادرگودی گرکن قرارداشته وداردکه درزمان قدیم به علت بارندگی فراوان این روستادرگیر سیل می‌شود.بعدازسیل اکثرمردم طاعون می‌گیرندواز بین می روند.درآن زمان ،آقامحمدخان قاجاریکی ازدرباریان خودبه نام علی شاه رابرای بازدیدوسرکشی به این نواحی می فرستدتابرای بازماندگانی که دچارسیل وطاعون و وبا شده اندکمک‌هایی آماده کند.علی شاه بعدازبازدیدبه درباربرگشته وتعریف می‌کندکه چندنفربیشترزنده نمانده اندوآقامحمدخان دستورمی‌دهد که غذاوکمک‌هایی را به روستای قشاپوران بیاورندکه،نمی گویدقشاپوران بلکه می گوید به همان جایی که علی شاه می‌داندکه از آن روزمعروف می‌شودبه روستای علیشاهدان یعنی علی شاه می‌داند. کم کم همان چند نفر هم که زنده مانده بودند می میرند.این روستاعلیشاهدانی اصیل ندارد واجدادمردمی که هم‌اکنون درعلیشاهدان هستندمهاجرانی اندکه ازجاهای دیگری مثل درچه پیاز،نکو آباد،کرکوند،سودرجان،جوهرستان ومبارکه و کرتمان و.......به این روستاآمده‌اند،این روستا یکی از بهترین روستا ها ی گرکن شمالی میباشد.

## جمعیت
این روستا در دهستان گرکن شمالی قرار دارد و براساس سرشماری مرکز آمار ایران در سال ۱۳۸۵، جمعیت آن ۱٬۳۶۷ نفر (۳۶۴خانوار) بوده‌است.